# Максимова, Ксения Владимировна
Ксения Владимировна Максимова (5 октября 1995 года) — российская тяжелоатлетка, входит в сборную России (вес до 63 кг.). Мастер спорта России международного класса (с 16 марта 2012). Тренер — Черепенькин С. С.
Училась в школе № 21 города Белорецка.Победитель первенство Европы 2009 Израиль
Серебряный призёр Первенство Европы 2010 
Бронзовый призёр Первенство Мира 2011
```
Победитель первенство Мира 2012 Словакия 
```

Победитель первенства Мира 2013г Перу
Победитель первенство Мира 2014 Россия г.Казань
Победитель Первенства Европы 2014 Кипр 
Чемпионка России 2015 Старый Оскол 
Победитель первенство Европы 2016 Израиль 
Абсолютная победительница Первенства Европы 2016 Израиль 
Серебряный призёр Первенство Европы 2017 Албания 
Чемпионка России 2018 Владимир

## Спортивные результаты
- Бронза на ЧМ среди девушек (2011)[4].
- На Первенстве России среди юношей и девушек до 18 лет заняла 1 место с результатом 151 кг[1]
- Чемпионат России по тяжёлой атлетике 2015 года — 1 место;

Победитель первенство Европы 2009 Израиль
Серебряный призёр Первенство Европы 2010 
Бронзовый призёр Первенство Мира 2011
```
Победитель первенство Мира 2012  
```

Победитель первенства Мира 2013г Перу
Победитель первенство Мира 2014 Россия г.Казань
Победитель Первенства Европы 2014 Кипр 
Чемпионка России 2015 Старый Оскол 
Победитель первенство Европы 2016 Израиль 
Абсолютная победительница Первенства Европы 2016 Израиль 
Серебряный призёр Первенство Европы 2017 Албания 
Чемпионка России 2018 Владимир